# David López-Zubero Purcell
David López-Zubero Purcell (Jacksonville, Estats Units 1959) és un nedador hispano-estatunidenc, ja retirat, guanyador d'una medalla olímpica.

## Biografia
Va néixer l'11 de febrer de 1959 a la ciutat de Jacksonville, població situada a l'estat de Florida fill d'un espanyol i d'una nord-americana. És germà del també nedador i medallista olímpic Martín López-Zubero, de qui va ser entrenador personal un cop retirat, i de Julia, també nedadora.

## Carrera esportiva
Membre de la Universitat de Florida i especialista en la modalitat lliure i papallona, a nivell internacional sempre competí per Espanya. Va participar, als 17 anys, en els Jocs Olímpics d'Estiu de 1976 realitzats a Mont-real (Canadà), on participà en les proves de 200 i 400 metres lliures així com en el relleu 4x200 metres lliures. En els Jocs Olímpics d'Estiu de 1980 realitzats a Moscou (Unió Soviètica) aconseguí guanyar la medalla de bronze en els 100 metres papallona a més de participar en els 100, 200 i relleus 4x200 metres lliures i relleus 4x100 metres estils. En els Jocs Olímpics d'Estiu de 1984 realitzats a Los Angeles (Estats Units) finalitzà onzè en els relleus 4x200 metres lliures i dotzè en els 100 metres papallona.
Al llarg de la seva carrera ha guanyat quatre medalles d'or i una de plata en el Jocs del Mediterrani i una medalla de plata en el Campionat d'Europa de natació, a Roma el 1983.